# Paramagnetyzm
Paramagnetyzm – zjawisko magnesowania się makroskopowego ciała w zewnętrznym polu magnetycznym w kierunku zgodnym z kierunkiem pola zewnętrznego. Substancje wykazujące takie własności to paramagnetyki. Są one przyciągane przez magnes, jednak znacznie słabiej niż ferromagnetyki. W niezbyt niskich temperaturach oraz dla niezbyt silnych pól magnetycznych paramagnetyki wykazują liniową zależność namagnesowania od pola zewnętrznego, co wyraża wzór:
{\displaystyle M=\chi H,}
gdzie:
{\displaystyle M} – namagnesowanie (moment magnetyczny jednostki objętości substancji),
{\displaystyle \chi } – objętościowa podatność magnetyczna,
{\displaystyle H} – natężenie pola magnetycznego.
W niskich temperaturach lub dla bardzo silnych pól magnetycznych namagnesowanie traci liniową zależność od pola zewnętrznego i wykazuje nasycenie.
Podatność magnetyczna zależy od temperatury, zjawisko to ujmuje prawo Curie. Niektóre paramagnetyki w temperaturach niższych od pewnej charakterystycznej dla każdej substancji wartości, nazywanej punktem Curie, stają się ferromagnetykami.
Przyczyną paramagnetyzmu jest porządkowanie się spinów elektronów ciała zgodnie z liniami zewnętrznego pola magnetycznego, uporządkowaniu przeciwdziałają drgania cieplne cząsteczek. W niskich temperaturach lub w silnych polach magnetycznych dochodzi do uporządkowania niemal wszystkich dipoli magnetycznych elektronów, w wyniku czego dochodzi do nasycenia. Właściwości paramagnetyczne posiadają substancje o niesparowanych elektronach.
Paramagnetyki mają przenikalność magnetyczną (μ) niewiele większą od jedności. Dla ferromagnetyków μ jest wielokrotnie większe od 1.
Przykłady paramagnetyków:
- tlen, O
2
- sód, Na
- platyna, Pt
- aluminium, Al
- hemoglobina krwi
- tlenek azotu, NO
- większość minerałów zawierających żelazo
- sześciowodny chlorek kobaltu(II), CoCl
2·6H
2O[1]
- siarczan srebra(II), AgSO
4[2]